# 上國料巽
上國料巽（日语：／ Kamikokuryō Tatsumi，1924年9月7日—）是一名日本財務官僚與企業家，曾任關東銀行（現為筑波銀行）監察役、關東信用保證（現為筑波信用保證）社長，以及第45任神戶稅關長，並獲頒勳三等瑞寶章。
他的妻子是森永貞一郎（第23任日本銀行總裁）的末妹久（ヒサ）。

## 生平
上國料出生於鹿兒島縣，於1948年畢業於東京大學法學部政治學科，同年3月進入大藏省工作，分配至專賣局鹽腦部需給課。1951年8月，擔任行田稅務署長。
1955年，任職於管財局國有財產第二課擔任課長補佐，1956年升任總務課課長補佐，1958年轉任理財局國庫課課長補佐，至1960年7月擔任國稅廳熊本國稅局直稅部長。
1963年，任印刷局（現為國立印刷局）業務部圖書課長，1964年7月，調至國有財產局臨時貴金屬處理部，擔任貴金屬第二課課長。1966年7月起，歷任國有財產第三課課長、第二課課長及第一課課長。
隨後，1969年任造幣局東京支局長，1971年6月升任神戶稅關長，1972年9月擔任輕型汽車檢查協會理事，1976年7月轉任中小企業信用保險公庫（現為中小企業金融公庫）理事，直至1979年6月，就任關東銀行（現為筑波銀行）常務。
同年10月，他兼任經理部長，1980年8月受委託兼任企劃部長。
1983年6月，升任代表專務，同年7月卸任企劃部長職務，至1987年6月擔任常任監察役。
1990年6月，成為監察役，1991年6月，就任關東信用保證（現為筑波信用保證）社長。
1994年11月，獲頒勳三等瑞寶章。

## 備註
1. ↑  . 人事興信所. 1995  [2024-12-25]. （原始内容存档于2022-05-05） （日语）.
2. ↑  . www.customs.go.jp.   [2022-02-10]. （原始内容存档于2024-12-26）.
3. ↑  Satō, Tomoyasu; 佐藤朝泰.  Shinsō. Tōkyō: Rippū Shobō. 1987: 379. ISBN 4-651-70014-4. OCLC 22816935.
4. ↑  . dl.ndl.go.jp.   [2022-02-11]. （原始内容存档于2024-12-25） （日语）.
5. 1 2  『大蔵省人名録：明治・大正・昭和』大蔵財務協会、1973年1月発行、51頁
6. ↑  . dl.ndl.go.jp.   [2023-01-26]. （原始内容存档于2024-12-25）.